# Пунджешть
Пунджешть, Пунджешті (рум. Pungești) — село у повіті Васлуй в Румунії. Адміністративний центр комуни Пунджешть.
Село розташоване на відстані 269 км на північ від Бухареста, 30 км на захід від Васлуя, 53 км на південь від Ясс.

## Населення
За даними перепису населення 2002 року у селі проживали 939 осіб.
Національний склад населення села:
| Національність | Кількість осіб | Відсоток |
| -------------- | -------------- | -------- |
| румуни         | 880            | 93,7%    |
| цигани         | 59             | 6,3%     |

Рідною мовою назвали:
| Мова      | Кількість осіб | Відсоток |
| --------- | -------------- | -------- |
| румунська | 934            | 99,5%    |
| циганська | 5              | 0,5%     |